# 卡拉苏街道
卡拉苏街道，是中华人民共和国新疆维吾尔自治区伊犁哈萨克自治州霍尔果斯市下辖的一个街道办事处。
2014年，伊犁哈萨克自治州人民政府批复同意设立卡拉苏街道办事处。

## 行政区划
卡拉苏街道下辖以下地区：
卡拉苏社区、阿拉玛力社区和沙彦社区。